# It’s A Rainy Day
Az It's A Rainy Day egy 1994-ben megjelent eurodisco sláger az angol származású ICE MC előadásában. A dal az Ice' n' green című stúdióalbum 3. és egyben utolsó kislemeze. A dalt Alexia énekelte, ő volt a dal vokalistája. A dal nagy sláger volt, mely felkerült a Francia és a Holland kislemezlisákra is. Ausztriában, Svájcban és Németországban Top 15-ös dal volt. A dal másik változata az It's A Christmas Day karácsonyra jelent meg, mely szintén sláger lett.

## Megjelenések
CD Single Christmas Re-Remix   Franciaország Airplay Records 851 419-2
- It's A Rainy Day (Christmas Remix/Radio Version) - 4:38
- It's A Rainy Day (Ferrari Remix) - 5:43
- It's A Rainy Day (Eh Eh Mix) - 5:13
- It's A Rainy Day (New Extended Remix) - 6:15

12"  Németország Polydor 855 509-1
- A1 It's A Rainy Day (Euro Club Mix) - 6:52
- A2 It's A Rainy Day (Radio Version) - 4:12
- A3 It's A Rainy Day (Acappella Fast) - 4:11
- B1 It's A Rainy Day (Happyman Mix) - 6:30
- B2 It's A Rainy Day (Happyman Dub)  - 5:45
- B3 It's A Rainy Day (Acappella Slow) - 2:20

12" Christmas Re-Remix  Olaszország DWA 01.59
- It's A Rainy Day (Christmas Remix - Long Version) - 7:00
- Dark Night Rider (Long Edit) - 6:31
- It's A Rainy Day (Christmas Remix - Radio Version) - 4:38

## Slágerlista

### Legmagasabb helyezések
| Slágerlista (1994)                 | Legmagasabb helyezés |
| ---------------------------------- | -------------------- |
| Olaszország (FIMI)                 | 1                    |
| Németország (Media Control Charts) | 14                   |
| Ausztria (Ö3 Austria Top 40)       | 13                   |
| Franciaország (Single Top 100)     | 6                    |
| Svédország (Sverigetopplistan)     | 25                   |
| Finnország (Singlet Top 20)        | 9                    |
| Svájc (Schweizer Hitparade)        | 15                   |

## Külső hivatkozások
- Videóklip[12]
- Dalszöveg[13]